# Un-25
un-25基因最早发现于模式生物粉色麵包黴菌（Neurospora crassa），编码人RPL13基因的真菌同源物（全称为核糖体大亚基蛋白13），是核糖体组成蛋白之一。